# Europese weg 26
De Europese weg 26 of E26 is een Europese weg en loopt van Hamburg naar Berlijn. De route volgt de A24 en is 283 km lang.

## Plaatsen langs de E26
Duitsland
- Hamburg
- Mölln
- Ludwigslust
- Wittstock
- Neuruppin
- Berlijn